# Flávio Godoy
Flávio Godoy, född 13 december 1969, är en friidrottare från Brasilien. Han deltog vid olympiska sommarspelen 1996.